# 汪有恭
汪有恭，湖北省江夏縣人。清朝政治人物，同進士出身。

## 生平
汪有恭為道光二十六年（1846年）丙午科舉人，道光二十七年（1847年）張之萬榜三甲二十八名進士，與沈桂芬、李鴻章、沈葆楨等同年。直隸即用知縣。